# (3091) van den Heuvel
(3091) van den Heuvel (6081 P-L) – planetoida z grupy pasa głównego asteroid okrążająca Słońce w ciągu 3,61 lat w średniej odległości 2,35 j.a. Odkryta 24 września 1960 roku.